# 巴赖涅
巴赖涅（法語：Baraigne，法語發音：[baʁɛɲ] ⓘ）是法国奥德省的一个市镇，属于卡尔卡松区。

## 地理
巴赖涅（43°19'50"N, 1°49'25"E）面积4.76 平方千米，位于法国奧克西塔尼大區奥德省，该省份为法国南部沿海省份，北起塔恩省，西北接上加龙省，西接阿列日省，南至东比利牛斯省，东临地中海，东北与埃罗省接壤。
与巴赖涅接壤的市镇（或旧市镇、城区）包括：贝尔夫卢、古尔维埃耶、昂茹堡、马斯圣皮埃勒、莫勒维尔、蒙费朗、阿维尼奥内洛拉盖。

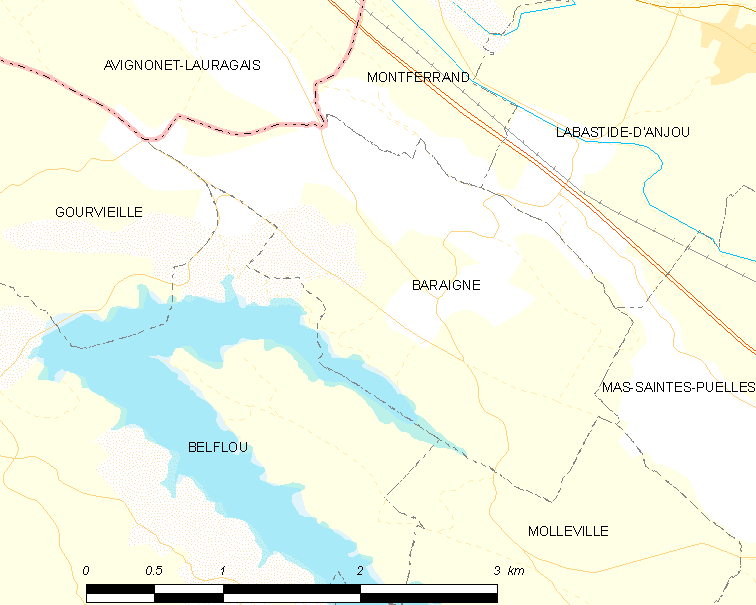
巴赖涅的OSM定位图

巴赖涅的时区为UTC+01:00、UTC+02:00（夏令时）。

## 行政
巴赖涅的邮政编码为11410，INSEE市镇编码为11026。

## 政治
巴赖涅所属的省级选区为拉皮耶日欧拉泽斯县。

## 人口

1962-2008年间巴赖涅人口变化图示

巴赖涅于2022年1月1日时的人口数量为164人。